# Korytarz Kartarpur
Korytarz Kartarpur – korytarz graniczny pomiędzy Indiami i Pakistanem, łączący sikhijskie świątynie Dera Baba Nanak i Gurdwara Darbar Sahib Kartarpur położone po dwóch stronach granicy.

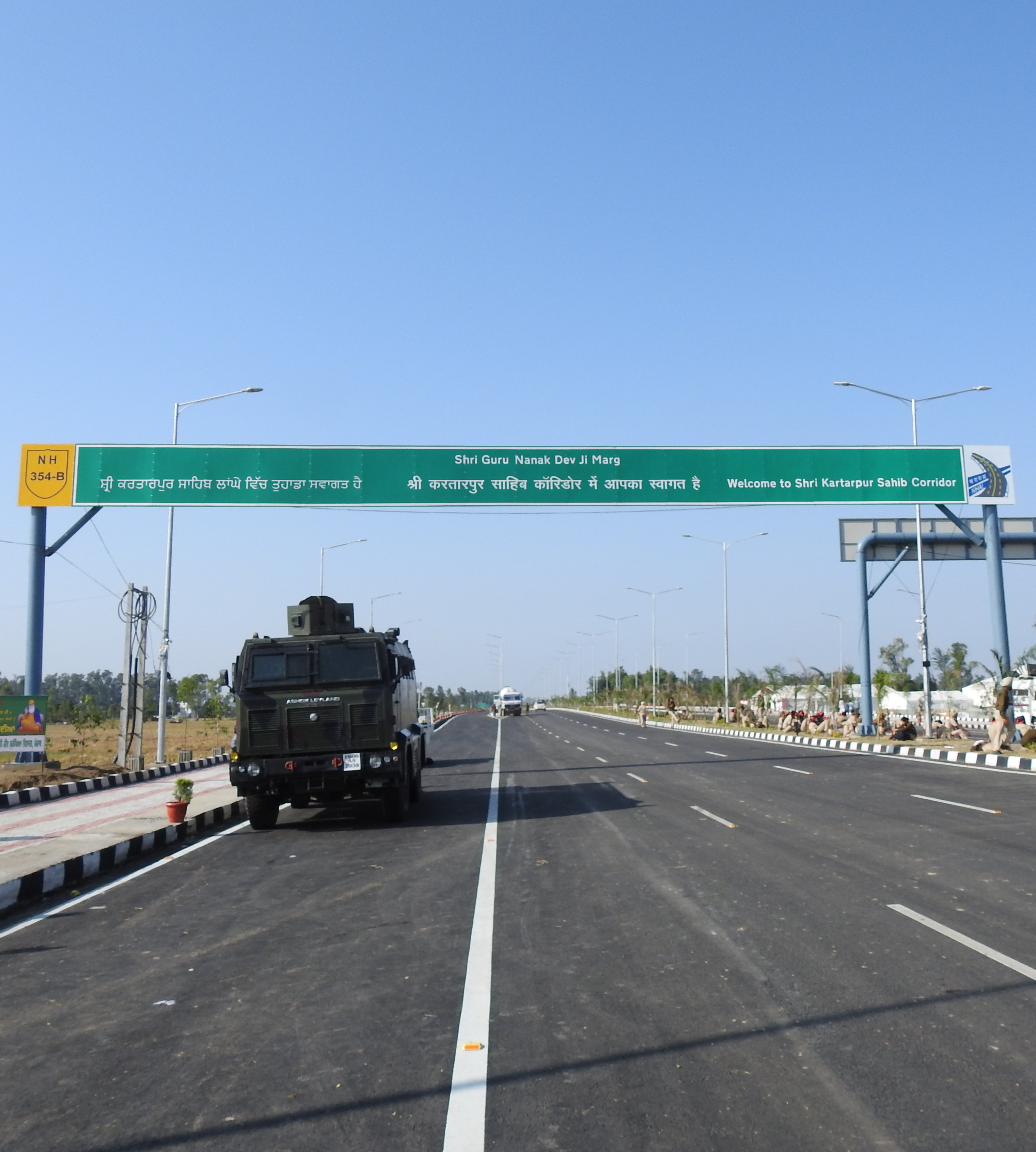
Wjazd

Podział Indii Brytyjskich spowodował podział Pendżabu, zamieszkanego w znacznej liczbie przez Sikhów, a także utrudnił im odbywanie pielgrzymek do świątyń położonych od tego czas w dwóch państwach. Projekt budowy korytarza umożliwiającego poruszanie się między świątyniami bez wiz i paszportów ogłosił były indyjski krykiecista i premier stanu Pendżab Navjot Singh Sidhu, który przedstawił go jako pomysł głównodowodzącego pakistańskich sił zbrojnych gen. Qamara Javed Bajawy. Projekt pomimo wątpliwości poparł premier Indii Narendra Modi.
W listopadzie 2018 roku doszło położenia kamienia węgielnego pod budowę korytarza. W jednej z dwóch osobnych uroczystości uczestniczył premier Pakistanu Imran Khan.